# Garpastum
Garpastum (en ruso: Гарпастум) es una película histórico-dramática rusa de 2005 dirigida por Aleksei German Jr.. Fue presentada en la sección oficial del Festival Internacional de Cine de Venecia de 2005.

## Argumento
La película comienza en 1914 en vísperas del estallido de la Primera Guerra Mundial ambientada durante la marcha de Gavrilo Princip antes del asesinato del Archiduque Franz Ferdinand de Austria. Los hechos se desarrollan en San Petersburgo y se centra en dos hermanos, Andrei y Nikolai. Después de que su padre se volviera loco y que su padre muriera, ambos hermanos ahora viven en la casa de su tío, un médico, y son fanáticos del fútbol. 
Andrei se convierte en el amante de Anitsa, una joven viuda que hace algún tiempo vino de Belgrado y que recibe poetas famosos en su casa. También es amiga de Alexander Blok, con quien Nikolai también está familiarizado. 
Después de leer un anuncio en un periódico de que los británicos, que trabajan en San Petersburgo, crean sus propios equipos de fútbol, los hermanos también van a las pruebas, pero no los aceptan. Sueñan con construir su propio campo de fútbol, y decide comprar un terreno vacío. Para recolectar la cantidad correcta, el equipo de Andrei y Nikolai comienzan a jugar al fútbol por dinero con los equipos locales.

## Reparto
- Yevgeny Pronin como Andrei
- Danila Kozlovsky  como Nikolai
- Chulpan Khamatova como Anitsa
- Gosha Kutsenko como Alexander Blok
- Iamze Sukhitashvili como Vita
- Pavel Romanov como el tío
- Dmitry Vladimirov  como Shust
- Aleksandr Bukovski  como Tolstiy
- Sergei Bugaev  como Osip Mandelstam
- Dana Agisheva como Nina